# Славен Билич
Сла́вен Би́лич [ˈslaʋɛn ˈbiːlitɕ] (хорв. Slaven Bilić; нар. 11 вересня 1968 року, Спліт, Югославія) — колишній хорватський футболіст, після завершення кар'єри гравця — тренер. За збірну зіграв 44 матчі, у яких забив 3 м'ячі.

## Кар'єра

### Кар'єра гравця

#### «Хайдук»
Кар'єру професійного футболіста почав у головному клубі свого рідного міста, «Хайдуку», у футбольну школу якого прийшов у дев'ять років. У свій час виступав на правах оренди за «Пріморац» і «Шибеник».

#### «Карлсруе»
Після шести сезонів, проведених за «Хайдук» у чемпіонатах Югославії та Хорватії, у 1993 році Біліч перейшов за 750 тисяч фунтів до клубу німецької Бундесліги «Карлсруе». Був першим іноземцем в історії чемпіонату, що став капітаном команди.

#### «Вест Гем Юнайтед»
Своєю грою за «Карлсруе» (у тому числі і в півфіналі Кубка УЄФА) він привернув увагу тренера англійського «Вест Гем Юнайтед», Гаррі Реднапа, і переїхав до Лондона за 1.3 млн фунтів в січні 1996 року.
Билич добре проявив себе у складі «Молотобойців» і на Чемпіонат Європи 1996, що проходив в Англії, відправився як гравець основного складу збірної Хорватії. Його збірна успішно подолала груповий раунд турніру, але поступилася в чвертьфіналі майбутнім чемпіонам, збірній Німеччині.

#### «Евертон»
Успішні виступи Билича за клуб і збірну привели до того, що в березні 1997 року «Евертон» заплатив за його перехід велику суму в 4,5 млн фунтів. Тим не менш хорват вирішив дограти за «Вест Хем» до кінця сезону, пояснивши це бажанням уберегти команду від вильоту з Прем'єр-ліги (за цей вчинок він також отримав від «Вест Хема» премію в розмірі 200 тис. фунтів). Примітно, що в цьому сезоні «Вест Хем» зайняв більш високе місце в турнірній таблиці, ніж «Евертон».
У серпні 1997 року Билич приєднався до «Евертону». Новий тренер клубу, Говард Кендал, довірив йому роль лідера оборони, проте перший сезон був для хорвата дуже невдалим через численні попередження, з якими він відбув кілька матчів дискваліфікації. Тим не менш, після невдалого сезону з «Евертоном», Біліч, як і інші хорватські футболісти, блиснув на Чемпіонаті світу 1998 року, де його збірна посіла третє місце, поступившись лише майбутнім чемпіонам світу, збірній Франції.
Після Чемпіонату світу Билич отримав важке розтягнення м'язів паху, що привело до довгого лікування і реабілітації. Після чверті сезону, проведеної на лікуванні в Хорватії, Билич повернувся в «Евертон», який очолив Волтер Сміт. Іноді хорват показував хороший рівень гри, але багато матчів пропускав через травми і дискваліфікації, і в липні 1999 року «Евертон» запропонував Білічу підшукати собі новий клуб. Не знайшовши гідних пропозицій в Англії, Билич продовжив виступати тільки за збірну, все ще отримуючи свою зарплату в 27 тис. фунтів на тиждень за контрактом з «Евертоном» і живучи при цьому в Загребі. Нарешті в лютому 2000 року «Евертон» виплатив Білічу компенсацію за 28 місяців, що залишилися за контрактом, у розмірі 1 млн фунтів, а через два дні Билич знову став гравцем «Хайдука», в якому незабаром завершив кар'єру гравця. Як капітан команди він привів «Хайдук» до першого за п'ять років трофею, вигравши Кубок Хорватії.

### Хорватія

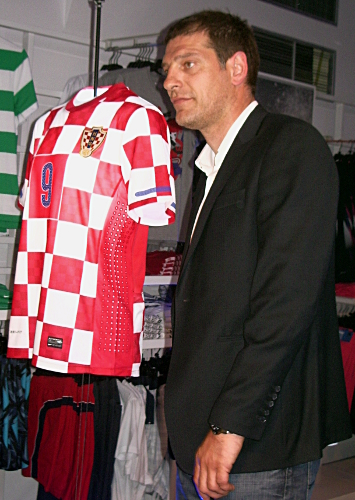
Билич на презентації нової форми збірної Хорватії, квітень 2010 року

Будучи акціонером свого рідного клубу «Хайдук» (Спліт), він тимчасово погодився очолити команду, поки клуб не знайде заміну, таким чином розпочавши свою тренерську кар'єру.
У 2004 році разом з колишнім партнером по збірній Альошею Асановичем очолив молодіжну збірну Хорватії (до 21 року) і керував нею у відбірковому турнірі до молодіжного чемпіонату Європи 2006 року. Його команда успішно пройшла груповий турнір, але в серії плей-оф поступилася збірній Сербії і Чорногорії.
25 липня 2006 року Хорватський футбольний союз призначив Билича головним тренером національної збірної після того, як був звільнений попередній наставник команди, Златко Краньчар, який не зумів вивести Хорватію з групи на чемпіонаті світу 2006 року. У тренерський штаб Билича увійшли відомі з минулих виступів за збірну Хорватії футболісти: Альоша Асановіч, Роберт Просінечкі, Никола Юрчевич і Маріян Мрмич. Після того, як Славен очолив команду, одним із перших його рішень було викликати трьох гравців з молодіжної команди: Едуардо да Сілва, Лука Модрич і Ведран Чорлука, які незабаром досягли вражаючого успіху і здійснили трансфери до англійської Прем'єр-ліги. Першим товариським матчем команда під керівництвом Билича стала перемога з рахунком 2:0 у товариському матчі в місті Ліворно проти збірної Італії, а перша офіційна гра збірної Хорватії під керівництвом Билича пройшла в Москві зі збірною Росії в рамках відбору на Євро-2008 й завершилася нульовою нічиєю. Загалом у тому відбірковому циклі на Хорватія з першого місця пробилася на чемпіонат, випередивши збірні Росії та Англії, головним чином здобувши перемогу над англійцями і вдома, і на виїзді.
На самому турнірі, де він був наймолодшим тренером, Биличу та решті його команди довелося грати без свого зіркового нападника Едуардо, який отримав серйозну травму кількома місяцями раніше. Тим не менш, Славен привів свою команду до видатного досягнення, оскільки вони виграли всі три гри групового етапу змагань, набравши максимальну кількість очок у групі вперше у своїй історії, в тому числі здобувши вражаючу перемогу 2:1 над майбутнім фіналістом турніру Німеччиною. У останній грі групового етапу, яка вже не мала для хорватів турнірного значення, Билич випустив резервний склад, але навіть від зумів здобути перемогу проти збірної Польщі з рахунком 1:0 завдяки голу Івана Класнича. Після таких результатів Хорватія стала одним із фаворитом турніру, але несподівано вилетіла в чвертьфіналі від Туреччини в серії пенальті. Згодом Билич він визнав, що ця поразка буде переслідувати його та команду все життя.
Незважаючи на цб прикру поразку, за беззастережної підтримки хорватської публіки, Билич продовжив контракт з Хорватською футбольною асоціацією на ще один кваліфікаційний цикл і очолив національну збірну в боротися за місце на чемпіонаті світу в 2010 року в Південній Африці. Тим не менш на цей «мундіаль» збірна Хорватії не потрапила, опинившись у своїй відбірковій групі нижче Англії та України.
У відбіркових матчах до Євро-2012 в Польщі та Україні тренер Славен Билич привів команду до 2-го місця в групі та кваліфікувався на турнір через плей-оф, здолавши Туреччину (3:0, 0:0). У фінальній стадії Євро-2012 збірна Хорватії не змогла вийти з групи, обігравши ірландців (3:1), зігравши внічию з італійцями (1:1) та поступившись іспанцям (0:1). Тим не менш, команда отримала широку похвалу від домашньої публіки за свою гру, незважаючи на невихід з групи (в підсумку Італія та Іспанія стали фіналістами турніру), а після повернення її зустрів великий натовп людей у знак підтримки. Після офіційного відходу зі збірної Славен Билич також був відзначений за багаторічну службу в національній збірній, а Jutarnji list відзначив його як єдиного хорватського тренера, який пішов із такою позитивною оцінкою, і віддав йому заслугу в потужному підйомі національної збірної протягом шести років перебування на посаді.

### «Локомотив»

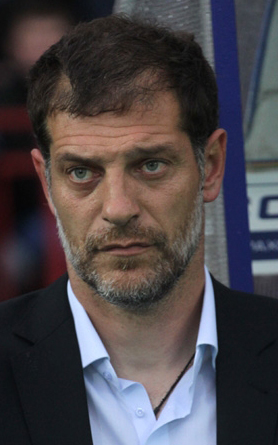
Славен Билич під час роботи з «Локомотивом». 2012 рік.

14 травня 2012 року було підтверджено, що Билич підписав тренерський контракт з російським клубом «Локомотив» (Москва). Після підтвердження підписання президентка «Локомотива» Ольга Смородська заявила, що у «Локомотива» була жорстка конкуренція при підписанні Билича, оскільки він був ціллю багатьох європейських клубів, які хотіли підписати його як свого нового тренера. Билич очолив команду після завершення Євро-2012. Серед його помічників були колишні одноклубники та колишні помічники під час його перебування на посаді головного тренера національної збірної — Альоша Асанович і Нікола Юрчевич, крім того він підписав гравця збірної Ведрана Чорлуку. Його перший офіційний матч у статусі нового головного тренера «Локомотива» відбувся 20 липня 2012 року у виїзному матчі проти «Мордовії», який завершився перемогою «Локомотива» з рахунком 3:2. Сезон під керівництвом хорвата «Локомотив» провів вкрай невдало, посівши лише 9-е місце за підсумками чемпіонату, що стало найгіршим результатом клубу в історії чемпіонатів Росії. Причиною поганого виступу команди під керівництвом Білича, на думку гравця Дениса Глушакова було те, що Биличу не вистачало характеру, щоб налагодити дисципліну і згуртувати команду в потрібний момент, як це вдавалося свого часу Юрію Сьоміну. Гравець назвав Билича найслабшим фахівцем, з яким йому доводилося працювати. Билич взяв на себе відповідальність за провал «Локомотива» і 17 червня 2013 року звільнений з посади головного тренера «Локомотива».

### «Бешикташ»

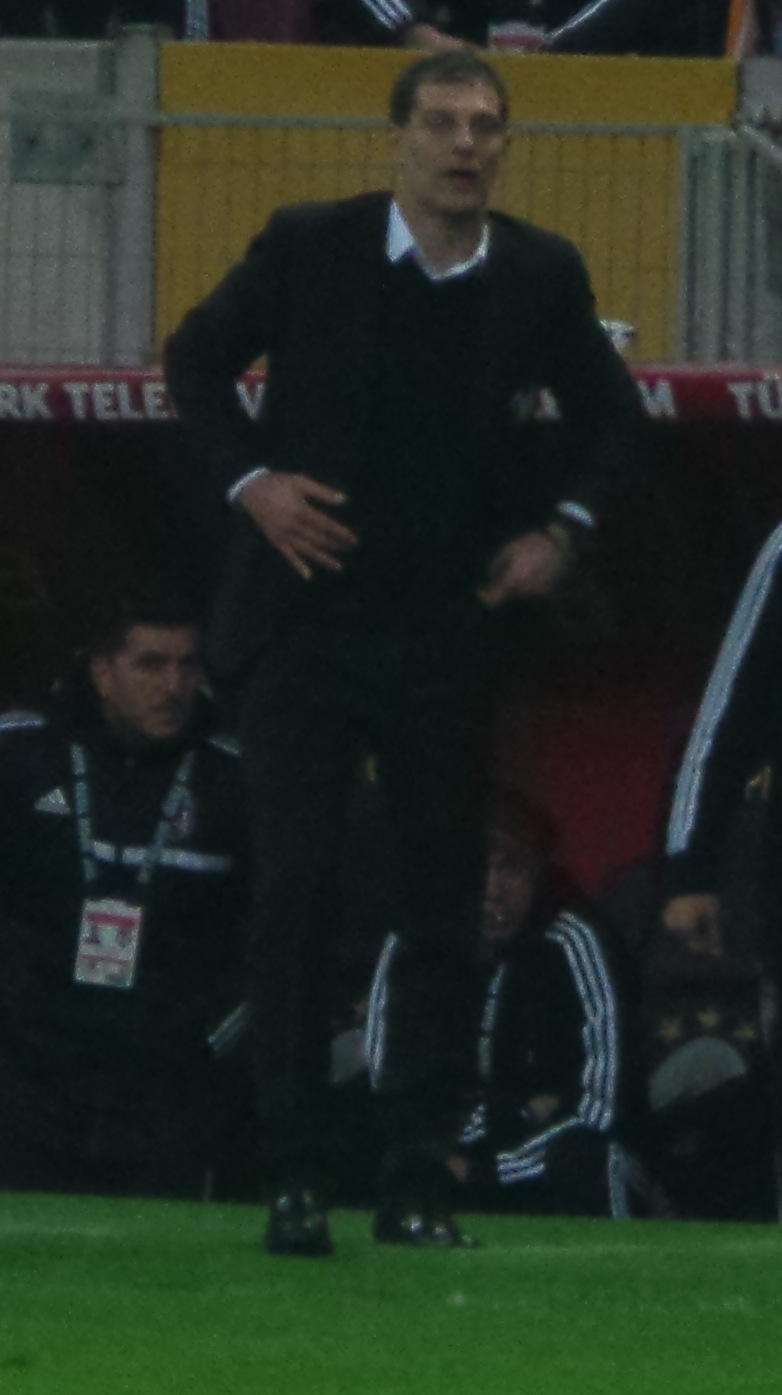
Славен Билич під час роботи з «Бешикташем». 2014 рік.

26 червня 2013 року Билич підписав трирічний контракт з турецьким «Бешикташем». Зарплата хорватського тренера в першому сезоні мала скласти €1,5 млн, у другому сезоні — €1,6 млн, у третьому — €1,7 млн.
Билич провів свій перший офіційний матч за «орлів» проти «Трабзонспора» 18 серпня 2013 року і виграв його з рахунком 2:0, завершивши загалом чемпіонат на 3-му місці з 63 очками. У Лізі Європи, незважаючи на те, що вони ппройшли «Тромсе», «орли» були відсторонені УЄФА від єврокубків на 1 рік і припинили виступи у турнірі. Але вже наступного сезону Биличу і «Бешикташу» допомогло відсторонення від єврокубків іншого турецького клубу «Фенербахче». Саме «орли» зайняли їх місце в Лізі чемпіонів 2014/15, і цей турнір став для Билича першим у тренерській кар'єрі. У 3-му раунді вони пройшли представника Нідерландів «Феєнорд» (3:1, 2:1) та вийшли до раунду плей-офф. У цьому турі вони зіграли з британським грандом «Арсеналом». Матч у Стамбулі завершився внічию 0:0 і учасник групового етапу визначався у «Лондоні», де «Арсенал» виграв (1:0), а «Бешикташ» потрапив до групи Ліги Європи. На груповому етапі підопічні Билича виступали вдало і завдяки перемозі в останньому матчі групи проти «Тоттенгема» з рахунком 1:0 стали переможцями групи. Їх суперником у 1/16 фіналу став інший англійський гранд «Ліверпуль». Обидві гри закінчилися з рахунком 1:0 на користь господарів, а в серії пенальті «Бешикташ» домігся великого успіху, обігравши суперника з рахунком 5:4 та вийшов до наступного раунду. Там «орлів» чекав бельгійський «Брюгге», який не був фаворитом двобою. Але саме від бельгійців стамбульці вилетіли, несподівано програвши в обох матчах.
21 травня 2015 року президент «Бешикташа» Фікрет Орман оголосив, що Билич покине клуб після закінчення сезону. 29 травня 2015 року хорват попрощався з вболівальниками «Бешикташа» в останній грі сезону 2014/15, коли «Бешикташ» грав з «Генчлербірлігі», знову залишивши команду на 3 місці у чемпіонаті.

### «Вест Гем Юнайтед»

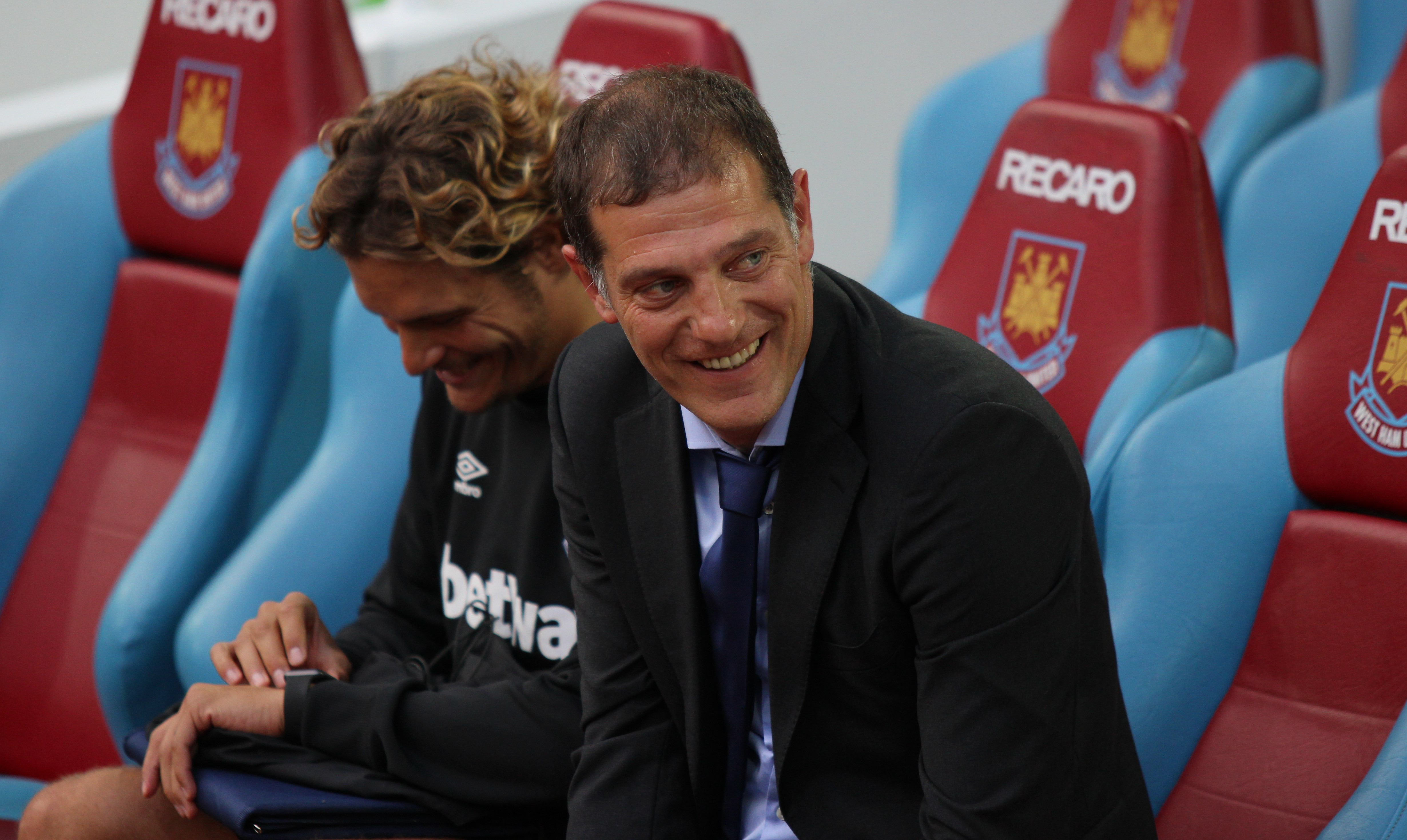
Славен Билич на тренерській лаві «Вест Гем Юнайтед». 2015 рік.

9 червня 2015 року Билич був призначений тренером клубу англійської Прем'єр-ліги «Вест Гем Юнайтед» терміном на три роки. У своєму першому офіційному матчі на лаві нової команди в Прем'єр-лізі 9 серпня його клуб переміг «Арсенал» з рахунком 2:0, причому на виїзді на «Емірейтс Стедіум». Через три тижні він став першим тренером, який привів «Вест Гем» до перемоги над «Ліверпулем» на виїзді на «Енфілді» з 1963 року. 19 вересня Славен Билич привів «Вест Гем» до третьої поспіль перемоги з рахунком 2:1 на виїзді проти «Манчестер Сіті». Це був перший випадок, коли «молотобійці» виграли три поспіль виїзних матчі в Прем'єр-лізі з вересня 2007 року. Того сезону команді «Вест Гем» у Прем'єр-лізі вдалося записати перемогу на виїзді над такими грандами, як «Арсенал», «Ліверпуль» і «Манчестер Сіті». У перший сезон Билича на посаді тренера «Вест Гем» посів сьоме місце в Прем'єр-лізі, а ближче до кінця сезону в травні їм вдалося перемогти «Манчестер Юнайтед» 3:2, і таким чином суттєво зменшив надію «Юнайтед» фінішувати в топ-4, а отже, і потрапити до Ліги чемпіонів на наступний сезон. Команда «Вест Гем» побила кілька клубних рекордів в епоху Прем'єр-ліги, включаючи найбільшу кількість очок, набраних за один сезон (62), найбільшу кількість забитих голів за один сезон (65) і позитивну різницю м'ячів (+14), а також найменшу кількість програних ігор за сезон (8). Вони також найменше програли на виїзді (5 матчів).
Після перемоги «Манчестер Юнайтед» у фіналі Кубка Англії 2016 року «Вест Гем» зумів забезпечити собі місце у єврокубках на наступний сезон. Команда потрапила до третього кваліфікаційного раунду Ліги Європи УЄФА 2016/17. Втім на міжнародній арені молотобоці виступили вкрай невдало, сенсаційно вилетівши у кваліфікації від румунської «Астри».
У другому сезоні Билича на посаді тренера «Вест Гем» посів 11 місце в Прем'єр-лізі. Команда проводила свої матчі на новому стадіоні — Олімпійському стадіоні в Лондоні, а наприкінці сезону залишилася без головної зірки — Дімітрі Паєта, який вирішив повернутись на батьківщину.
Третій сезон виявився для хорвата ще менш вдалим і після серії невдалих результатів у Прем'єр-лізі, кульмінацією якої стала домашня поразка від «Ліверпуля» з рахунком 4:1, 4 листопада 2017 року, Славена Билича звільнили з команди. Він залишив команду з результатом 1,33 очка за гру Прем'єр-ліги, що стало найкращим результатом за всіх попередніх тренерів команди.

### «Аль-Іттіхад»
Після майже річної перерви у кар'єрі, Билич у жовтні 2018 року був призначений головним тренером саудівського «Аль-Іттіхада». 24 лютого 2019 року, після п'яти місяців роботи тренером команди і після того, як йому вдалося виграти лише 6 з 20 матчів, хорват був звільнений зі своєї посади, і йому довелося покинути клуб.

### «Вест-Бромвіч Альбіон»

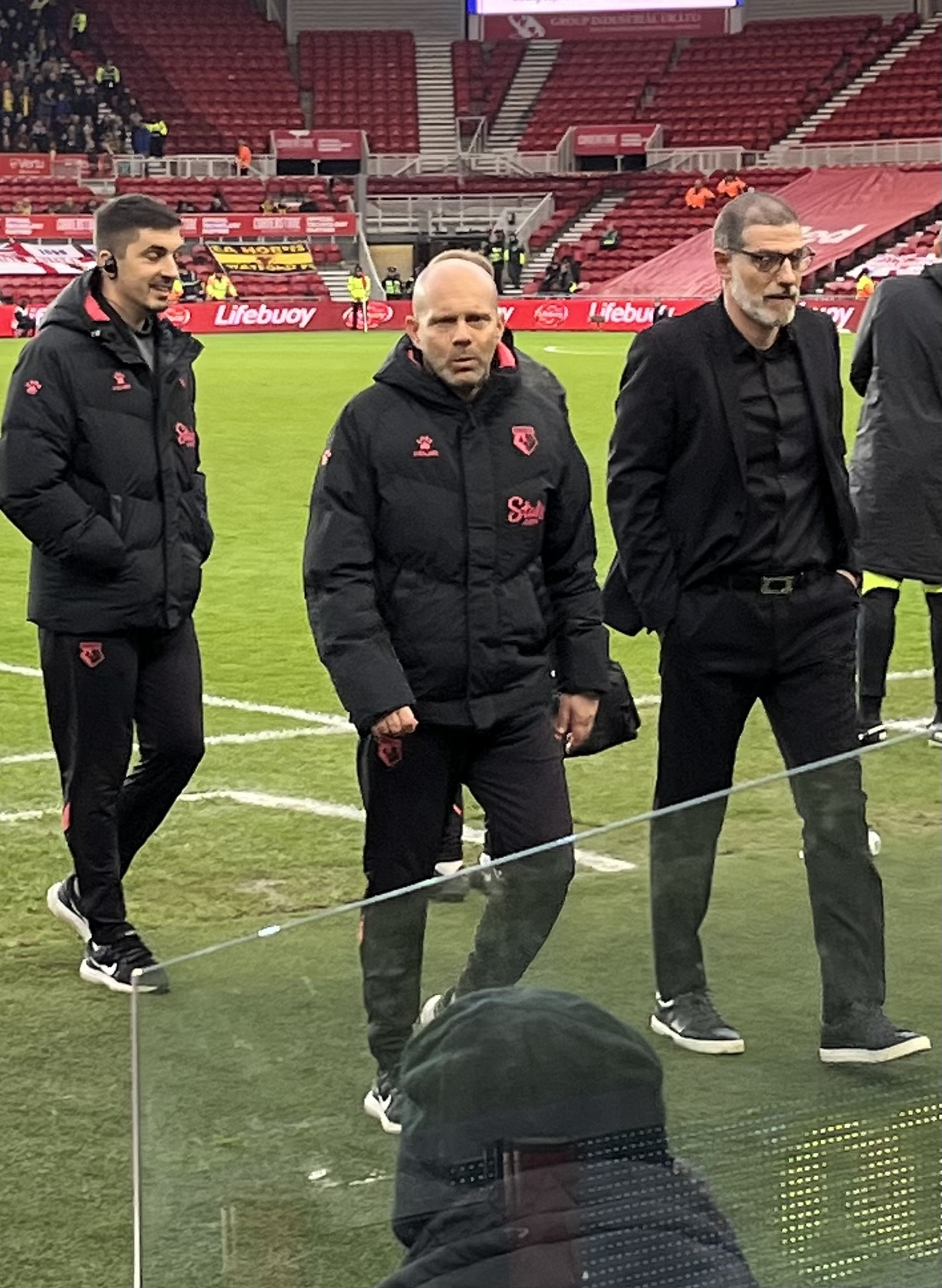
Славен Билич (праворуч) із своїм тренерським штабом у «Вотфорді». Січень 2023 року.

1 липня 2019 року Билич повернувся до Англії, очоливши «Вест-Бромвіч Альбіон». За підсумками сезону 2019/20 клуб зумів посісти 2-е місце в Чемпіоншипі, фінішувавши слідом за «Лідс Юнайтед» і повернутися до Прем'єр-ліги. Однак, в елітному дивізіоні команда стала одним з аутсайдерів, обігравши тільки «Шеффілд Юнайтед» з рахунком 1:0. В результаті 16 грудня 2020 року, незважаючи на несподівану нічию 1:1 проти «Манчестер Сіті», Билич був звільнений з клубу. У той час «Вест-Бромвіч» був 19-м у лізі, маючи лише сім очок у 13 іграх.

### «Бейцзін Гоань»
6 січня 2021 року китайський «Бейцзін Гоань» оголосив про підписання контракту зі Славеном Биличем терміном на два роки. З командою хорват посів 5 місце у Суперлізі, після чого у січні 2022 року сторони розірвали угоду за обопільною згодою.

### «Вотфорд»
26 вересня 2022 року Билич став головним тренером англійського «Вотфорда», з яким підписав контракт на 18 місяців. У своїй першій грі під керівництвом хорвата 2 жовтня «Вотфорд» зумів перемогти «Сток Сіті» з рахунком 4:0. Перед командою стояло завдання повернутись до Прем'єр-ліги, але «шершні» виступали нестабільно і  виграли лише один раз в останніх восьми іграх Чемпіоншипу. В результаті 7 березня 2023 року Билич був звільнений, коли клуб перебував на дев'ятій позиції, на чотири очки нижче місця в плей-оф.

## Особисте життя
Окрім рідної хорватської, вільно володіє англійською, німецькою та італійською мовами, також має вчений ступінь юриста. Захоплюється рок-музикою, грає у хорватському гурті «Rawbau».

## Титули і досягнення
- Чемпіон Хорватії (1):

«Хайдук» (Спліт): 1992
- Володар Кубка Югославії (1):

«Хайдук» (Спліт): 1990/91
- Володар Кубка Хорватії (2):

«Хайдук» (Спліт): 1992/93, 1999/00
- Володар Суперкубка Хорватії (1):

«Хайдук» (Спліт): 1992
- Бронзовий призер чемпіонату світу: 1998